# Barrio Mosconi
Barrio Mosconi es un barrio del municipio de General Roca, departamento General Roca, provincia de Río Negro, Argentina. Se encuentra 7 km al sur del centro de General Roca, sobre la avenida Viterbori, y a 1 km del río Negro. El municipio de Río Negro lo declaró área de especial de interés social mixta (rural y residencial).
El barrio nació como un asentamiento irregular, los primeros lotes regularizados estuvieron en 2011. En 2009 se estaba realizando un loteo para expandir el barrio. Cuenta con una escuela y una biblioteca.

## Población
Cuenta con 564 habitantes (Indec, 2010), lo que representa un incremento del 9% frente a los 517 habitantes (Indec, 2001) del censo anterior.
| Gráfica de evolución demográfica de Barrio Mosconi entre 1991 y 2010 |
|                                                                      |
| Fuente: Censos nacionales del INDEC                                  |